# Peeter Lilje
Peeter Lilje   (Valga, 13 d'octubre de 1950 - Oulu, 27 d'octubre de 1993) fou un director d'orquestra estonià.
Va néixer el 13 d'octubre de 1950 a Valga. Va iniciar la seva carrera musical amb estudis de violí a la seva ciutat natal, va continuar les seves habilitats de direcció coral a l'Escola de música Heino Eller Tartu i el Conservatori Estatal de Tallinn amb Arvo Ratassepa, així com a la direcció d'orquestra orquestral Roman Matsov. Durant els seus estudis, es va guanyar la vida com a pianista en diversos conjunts de jazz. El 1980, es va graduar a la classe de direcció d'Arvids i Mariss Jansons al Conservatori Estatal de Leningrad i va fer una pràctica al Teatre de l'òpera i ballet acadèmics de Leningrad (actualment el Teatre Maria de Sant Petersburg) amb Iuri Temirkànov, on també va dirigir.
El 1973, Lilje va començar a treballar com a cor del teatre estonià, després com a ajudant de Neeme Järvi, i des del 1975 fins a la seva mort el 1993 com a director d'orquestra. El seu repertori incloïa prop de 30 òperes, entre les quals destaca la Mavra d'Ígor Stravinski i L'estrella ardent, la Lady Macbeth de Mtsensk de Dmitri Xostakóvitx, Esposalles al monestir de Serguei Prokófiev, la Albert Herring de Benjamin Britten, la Barbara von Tisenhusen d'Eduard Tubin la Cyrano de Bergerac d'Eino Tamberg "Vol" i diverses òperes de Verdi, Puccini, Mozart i d'altres.
El 1976 es va iniciar la cooperació amb l'Orquestra Simfònica Nacional d'Estònia, de la qual va ser el director principal el 1980–1990. Sota la direcció de Peeter Lilje, "ERSO" va donar més de 400 concerts, s'han conservat nombrosos enregistraments als arxius ERR i s'han publicat diversos discos. A la dècada de 1980, la geografia de l'aparició de convidats d'ERSO es va expandir de forma important, amb gires de tota la setmana a la Unió Soviètica. Els concerts anuals a la Sala Gran de la Filharmònica de Leningrad van continuar fins al 1986, i les actuacions, gravacions i enregistraments també van ser importants. Entre les moltes orquestres de l'URSS, va tenir els vincles més estrets amb l'Orquestra Simfònica Acadèmica Filarmònica de Leningrad (més tard Sant Petersburg), que va dirigir i va recórrer repetidament, incloent-hi Ievgueni Mravinski el 1982 a Àustria, Alemanya, Suïssa, França i Espanya, a més de Mariss Jansons a la Gran Bretanya i França.
Lilje va dirigir concerts i actuacions d'òpera a Moscou, Kíev, Riga, Hèlsinki, Buenos Aires, etc. Les actuacions de concerts instrumentals i de grans formes el van reunir amb músics tan coneguts com Víktor Tretiakov, Viktor Pikaizen, Igor Oistrakh, Maksim Vengerov, Oleg Kagan, Sergei Stadler, Leonidas Kavakos, Natalya Gutman, Nikolai Petrov, Eliso Virzaladze, Matti Salminen, Jorma Hynninen o Soile Isokoski. Es va associar amb la col·laboració amb la majoria dels principals intèrprets estonians, de manera més permanent amb Kalle Randalu. Lilje va ser el primer intèrpret d'obres de molts compositors estonians, entre els quals Tamberg, Lepo Sumera i Erkki-Sven Tüür. Entre els seus compositors preferits hi havia Brahms, Sibelius, Txaikovski, Mahler i Xostakóvitx.
El repertori de Peeter Lilje va incloure més de 30 formes simfòniques vocals importants, de les quals els crítics van classificar les interpretacions del Rèquiem alemany de Brahms, el Rèquiem de Verdi, el Carmina burana de Orff, el Romeo i Julieta de Berlioz. Dirigida per Lilje, l'estrena de l'oratori de Rudolf Tobias The Dispatch of Jonah el 1989 també es va representar Estònia. Del 1990 al 1993 va ser el director titular de l'Orquestra de la ciutat d'Oulu.
Peeter Lilje va morir el 28 d'octubre de 1993 a Oulu.

## Premis
- 1981 Artista meritori de l'RSS estoniana

## Personal
- Va estar casat amb la musicòloga i pedagoga Maia Lilje. El seu germà és el guitarrista i professor de música Riho Lilje.